# Дестрник (община)
Община Дестрник (словен. Občina Destrnik) — одна з общин Словенії. Адміністративним центром є місто Дестрник.
Община займає сонячні словенські пагорби і неглибоку долину річки Песниця. Община багата на природні, етнологічні, культурні й архітектурні ресурси.

## Населення
У 2011 році в общині проживало 2647 осіб, 1323 чоловіків і 1324 жінок. Чисельність економічно активного населення (за місцем проживання), 1102 осіб. Середня щомісячна чиста заробітна плата одного працівника (EUR), 755.80 (в середньому по Словенії 987.39). Приблизно кожен другий житель у громаді має автомобіль (52 автомобілі на 100 жителів). Середній вік жителів склав 40,2 роки (в середньому по Словенії 41.8). 